# Bernat Tallaferro

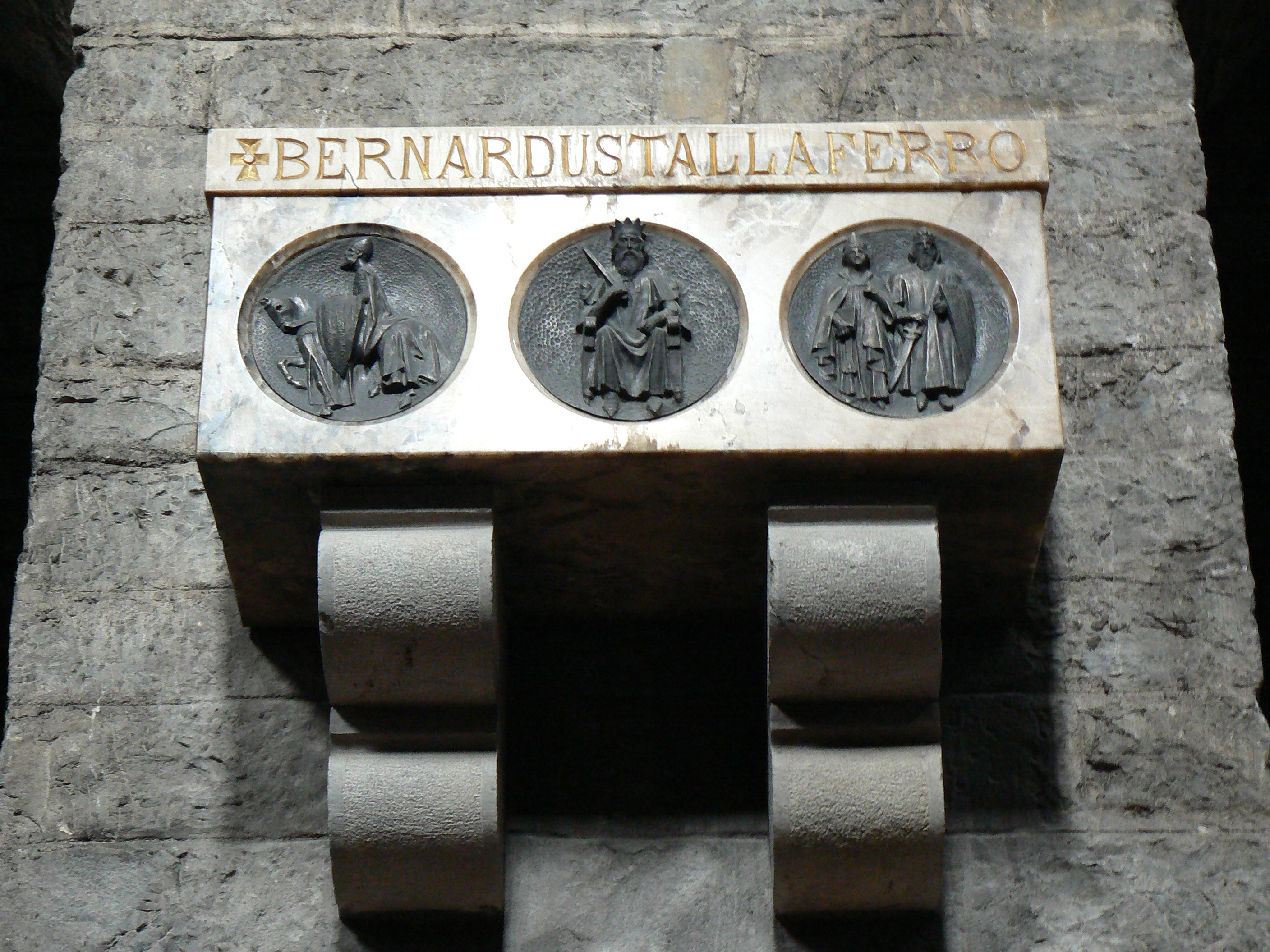
Suposada tomba de Bernat Tallaferro al monestir de Santa Maria de Ripoll

Bernat I de Besalú, dit Bernat Tallaferro (vers el 970 - Provença, 1020) fou comte de Besalú (988-1020) i comte de Ripoll (1003-1020). Durant el seu govern, el comtat de Besalú va assolir la seva màxima influència i va arribar a ser seu episcopal.

## Orígens familiars
Fou el primer fill del comte Oliba Cabreta (920 - 990) i la seva esposa, Ermengarda d'Empúries (? -994), la qual exercí de regenta els primers anys del seu nomenament, fins a la mort d'ella, el 994. Els seus germans foren Guifré (970?-1050) que s'ha apuntat que podria ser el seu germà bessó, Oliba (971- 1046), bisbe de Vic i abat de Santa Maria de Ripoll, Berenguer (? – 1003), bisbe d'Elna, i Adelaida (? – 1024), a més d'una germanastra de nom Ingilberga, que va ser la darrera abadessa del monestir de Sant Joan de les Abadesses.
L'herència d'Oliba Cabreta fou indivisa, però a la mort de la comtessa Ermengarda (994), els tres fills seglars es repartiren els territoris: Bernat esdevingué comte de Besalú i el Vallespir, als quals ell afegiria més endavant el Capcir i Donasà; Guillem, comte de Cerdanya i Conflent; i Oliba, comte de Berga i de la part del Ripollès que no era d'altres comtats veïns. El petit, Berenguer, dedicat a l'Església, en restava exclòs. L'any 1002, quan Oliba es feu benedictí, el seu comtat de Ripoll va passar al seu germà Bernat.

## Núpcies i descendents

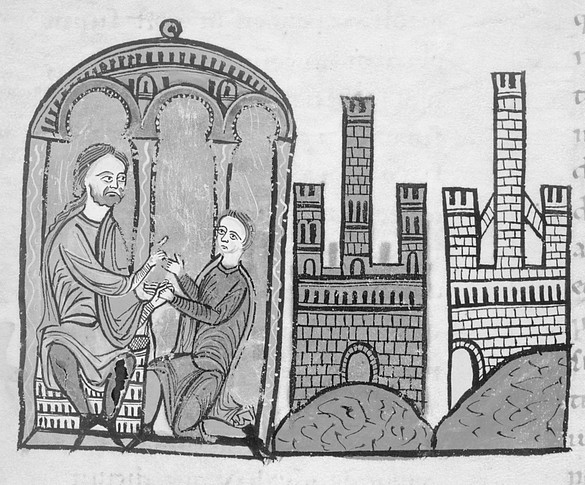
Miniatura del Liber Feudorum Maior (foli 61r) en què es representa Bernat I de Besalú, personatge assegut i barbut, rebent l'homenatge del seu fill Guillem I, que està agenollat

El 992, es casà amb Toda de Provença, també anomenada Toda de Cerdanya, (vers el 985? - ?, segle xi), filla del comte Guillem de Provença i d'Adelais o Azelais (d'Anjou?) (950-1026), suposada filla de Folc II d'Anjou i de Gerberga del Maine i del Gatinais. Aquest Guillem no pot ser Guillem I de Provença l'Alliberador, ja que les dues esposes d'aquest, Arsenda de Comenge i Adelaida d'Anjou, estan més o menys ben documentades. El comte Guillem a qui es refereix fou potser Guillem II de Provença-Avinyó. Toda es va casar amb Bernat Tallaferro. D'aquesta unió en nasqueren vuit fills:
- Guillem I de Besalú (?-1052), comte de Besalú
- Guifré de Besalú (?-1054), bisbe de Besalú i Carcassona
- Hug de Besalú
- Berenguer de Besalú
- Adelaida de Besalú, casada amb Ponç I d'Empúries i, el 1050, amb Ermengol III d'Urgell
- Garsenda de Besalú, casada amb el vescomte Berenguer I de Narbona
- Enric de Besalú
- Constança de Besalú, casada amb Ermengol II d'Urgell

## El sobrenom Tallaferro
El seu sobrenom és degut a la crònica Gesta Comitum, escrita al segle xii pels monjos del monestir de Ripoll. Explica la llegenda que, en un combat contra els sarraïns al pla de Sant Martí, prop de Santa Pau, al comte Bernat li van prendre l'espasa, de manera que va fugir fins a l'església de Sant Martí. El sant, després que Bernat se li encomanés, li va donar la seva espasa celestial que, fins i tot, "tallava el ferro".

## Intervencions militars
Bernat I fou un home de caràcter enèrgic i de talent militar. Intervingué en diferents combats contra els musulmans.

### Derrota d'Albesa
A la mort d'Almansor (10 d'agost de 1002), el va succeir com a hàjib del califat de Còrdova el seu fill Abd al-Malik al-Muzaffar. L'any 1003, un exèrcit català en el qual probablement hi havia Bernat va ser derrotat en la batalla d'Albesa per Abd al-Malik, que acabava de practicar una aceifa i al qual els catalans perseguien per recuperar el botí. En la batalla, hi va morir el seu germà Berenguer, bisbe d'Elna.

### Batalla de Torà
Entre els anys 1004 i 1006, les tropes sarraïnes, compostes per uns 20.000 andalusins i dirigides pel mateix Abd-al-Màlik, realitzaren una nova incursió a Catalunya contra la Segarra i la Ribagorça. S'enfrontaren als exèrcits reunits pels comtes Ermengol I d'Urgell, Ramon Borrell de Barcelona, Bernat Tallaferro de Besalú i Guifré II de Cerdanya en la població de Torà. La cavalleria pesant catalana, formada per uns 500 cavallers, va fer estralls en la formació d'avantguarda dels musulmans, que devia estar composta per uns 3.000 combatents, provocant una desbandada i repel·lint la incursió. Bernat fou considerat l'heroi de la jornada. Abans de la batalla, Bernat arengà els catalans dient que si sant Pere, sant Miquel i la Verge Maria, cadascú matava 5.000 musulmans, quedaria un nombre d'enemics prou baix per poder ser vençut.

### Saqueig de Còrdova
Després de la mort d'Abd al-Malik, el caos polític s'apoderà del califat de Còrdova. El seu germanastre, Abd-al-Rahman Sanjul, es feu proclamar hàjib i, aprofitant la manca de descendents directes d'Hixam II, aconseguí que aquest l'anomenés el seu successor. Aquest fet fou considerat una usurpació de poder califal i produí una reacció de la nissaga legítima. Es produí una guerra civil entre els amirites (de la nissaga d'Almansor) i els omeies. Els eslaus proamirites i àrabs s'enfrontaren en una lluita en la qual participaren tropes mercenàries cristianes a favor d'un o altre bàndol i que finalitzà amb la fragmentació del califat en una vintena de petits territoris independents coneguts com a regnes de taifes. L'any 1010, un exèrcit català actuà a favor de la facció proamirita de Muhàmmad al-Mahdí contra els amazics liderats per Sulayman al-Mustaín. L'exèrcit, organitzat pel comte de Barcelona Ramon Borrell, es reuní a Montmagastre el maig del 1010. El formaven les tropes del comte Ermengol I d'Urgell, del comte Hug I d'Empúries i del comte de Bernat Tallaferro, que sumaven uns 900 cavallers i 315 peons, acompanyats pels seguicis del bisbe Aeci de Barcelona, del bisbe Ot de Girona, del bisbe Sal·la d'Urgell, i el bisbe Arnulf de Vic. El preu dels seus serveis consistia en 100 dinars diaris per a cada comte i dos per a cada combatent. En la seva incursió, arribaren fins a Còrdova, que fou saquejada. Finalment, foren derrotats per un exèrcit amazic aquell mateix any prop del riu Guadiaro, on morí un terç de l'exèrcit, entre ells el comte Ermengol. Les pagues que reberen i el fabulós botí fruit del saqueig realitzat van permetre reforçar els comtats cristians que, des d'aquell moment, portarien la iniciativa en les relacions de frontera.

## Vida política
Dominà el Vallespir i el Fenollet i adquirí el comtat de Ripoll per la renúncia del seu germà l'abat Oliba el 1003. Bernat fou, durant vint anys, el sobirà del comtat de Besalú. Hàbil polític, va consolidar el seu comtat i feu possible la seva pervivència durant un segle.
L'any 1014, va morir Guislabert de Rosselló i el seu fill Gausfred II heretà el comtat. El seu oncle Hug I d'Empúries, però, envaí el Rosselló per apoderar-se'n. En les lluites entre els comtes de Rosselló i Empúries, Bernat va ajudar el primer a fi de mantenir la separació entre els dos comtats, cosa que l'afavoria. A la fi, Hug I acabà havent de restituir el comtat al seu nebot. El seu prestigi feu també que actués de mitjancer en un plet entre la comtessa Ermessenda i Hug I d'Empúries (1017) després de la mort de Ramon Borrell de Barcelona.

### Política eclesiàstica
Va viatjar diverses vegades a Roma. La primera en fou l'any 998 quan, juntament amb Ermengol I d'Urgell, va assistir a un sínode patrocinat per l'emperador Otó III. El 1011, hi anà per recaptar de Sergi IV un privilegi per al monestir de Sant Pau de Fenollet, que ell havia fundat l'any 1000. Aconseguit el privilegi, Bernat va donar al papa l'església de Sant Genís i Sant Miquel dins del castell de Besalú. A més de Sant Pau de Fenollet, el comte afavorí generosament els monestirs de la Grassa i de Ripoll.
En la seva última estada a Roma (1016-1017), Bernat I de Besalú, acompanyat pel seu germà l'abat Oliba, va aconseguir del papa Benet VIII la creació d'un nou bisbat, que depenia de Roma i que coincidia amb els límits del seu comtat. El titular d'aquesta diòcesi fou el seu fill Guifré, però la seva existència va ser breu. També demanà al pontífex l'expulsió d'Ingilberga, germanastra de Bernat, i les altres monges del convent de Sant Joan de les Abadesses, acusades de vida escandalosa. A més de la dissolució de la comunitat femenina, va aconseguir establir-hi un orde masculí i anomenar-ne abat el seu fill Guifré. No és clara la veracitat de les acusacions. Per una banda, feia temps que Bernat cobejava els béns del monestir com a dotació per al bisbat de Besalú, cosa que ha fet dubtar de la veracitat de les acusacions; però, per altra banda, el fet que l'abat Oliba secundés les acusacions ha fet que molts historiadors hi donin crèdit. A més, el fet que el papa trametés una missiva a Ingilberga per tal que acudís a Roma a defensar-se, però ella no s'hi presentés, s'ha vist com una prova més de la culpabilitat de les monges.

## Mort de Bernat
El 1020, viatjant per la Provença per assistir al casament del seu fill Guillem amb Adelaida de Provença, va morir ofegat en travessar el riu Roine. Fou sepultat en el claustre del monestir de Ripoll. En el seu testament, va salvaguardar la integritat territorial del comtat de Besalú amb la cessió de tots els dominis a Guillem, el primogènit, a excepció del comtat de Vallespir, el govern del qual va cedir a la seva vídua amb l'obligació de tornar al patrimoni de Besalú després de la seva mort. Amb tot, el bisbat no sobrevisqué sense el seu ajut. Privat de recursos, el seu fill Guifré l'abandonà, després fou abat de sant Joan de les Abadesses.

## El Tallaferro mític
La figura mítica del comte Tallaferro, un valent i ferotge lluitador que simbolitza la lluita contra els sarraïns, va ser creada per Jacint Verdaguer el 1886. El mite està basat en el personatge històric Bernat Tallaferro i apareix en el poema èpic Canigó.